# Grégory Dufrennes
Grégory Dufrennes, né le 15 mars 1983 aux Ulis, est un footballeur français reconverti entraîneur.

## Biographie
Son père, Jean-Luc Dufrennes, a travaillé comme entraîneur au sein de la Fédération française de football (FFF), et a ainsi pu avoir une forte influence sur le début de carrière de son fils Grégory[réf. souhaitée], le guidant dans ses premiers pas footballistiques aux Ulis, où il a grandi, banlieue située à 20 km de Paris.
Grégory Dufrennes, à l'âge de 14 ans, va ensuite à Cannes afin d'affiner ses compétences en football au sein du centre de formation de l'AS Cannes. Quelques années plus tard, il est retenu au sein des sélections françaises de jeunes joueurs : en moins de 17 ans, moins de 18 ans et moins de 19 ans. Il y évolue notamment aux côtés de joueurs comme Jérémy Toulalan et Jérémie Aliadière.
Il intègre ensuite le milieu professionnel et évolue en Ligue 2 à Amiens, Sète et Valenciennes. Cependant, il ne parvient pas à intégrer la Ligue 1 et décide, à l'âge de 22 ans, de quitter la France.
Il s'engage en janvier 2006 avec le Dubaï Club (Émirats arabes unis) avec qui il inscrit 41 buts en 43 matchs. Après un bref retour d'une saison au FC Sète en National où il inscrit 10 buts, Grégory Dufrennes retourne en 2009 aux Émirats arabes unis, au Al-Ittihad Kalba.
A 33 ans il met un terme à sa carrière et devient entraineur au centre de formation du Al-Wahda basé a Abou Dhabi où il est responsable des U16 de 2016 à 2021.